# Go West (musikgrupp)
Go West är ett brittiskt popband bildad 1982 av Peter Cox och Richard Drummie.
Deras största hit kom 1985 med ”We Close Our Eyes” och ”Call Me”.
Medverkade även på Pretty Woman (soundtrack) 1990 med låten ”King of Wishful Thinking”.
Den 16 oktober 2009 blev Peter Cox ny sångare i Manfred Mann's Earth Band till 2011.

## Medlemmar
Nuvarande medlemmar
- Peter Cox – sång
- Richard Drummie – gitarr, sång

Turnerande medlemmar
- Ben Lochrie – sologitarr
- Lyndon J Connah – keyboard
- Richard Brook – trummor
- Vinzenz Benjamin – basgitarr

Tidigare turnerande medlemmar
- Deeral – gitarr
- Mike Daley – trummor

## Diskografi

### Studioalbum
- 1985 – Go West
- 1987 – Dancing on the Couch
- 1992 – Indian Summer
- 2008 – Futurenow
- 2013 – 3D

### EP
- 2010 – 3D Part 1
- 2011 – 3D Part 2
- 2012 – 3D Part 3

### Remix-album
- 1986 – Bangs and Crashes
- 1986 – More Bangs and Crashes

### Samlingsalbum
- 1993 – Aces and Kings - The Best of Go West
- 1999 – The Greatest Hits
- 2002 – Best Of
- 2004 – The Best Of Go West
- 2006 – Greatest Hits Live
- 2008 – Greatest Hits
- 2012 – The Very Best of Go West